# Domenico Graziani
Domenico Graziani (Calopezzati, 23 maggio 1944) è un arcivescovo cattolico italiano, dal 7 novembre 2019 arcivescovo emerito di Crotone-Santa Severina.

## Biografia
Nasce a Calopezzati, in provincia di Cosenza ed arcidiocesi di Rossano, il 23 maggio 1944.

### Formazione e ministero sacerdotale
Dopo gli studi presso il Seminario minore di Santa Severina e, successivamente, presso il Pontificio seminario regionale San Pio X di Catanzaro, nel 1967 si iscrive alla Pontificia Università Gregoriana, conseguendo la Licenza in teologia dogmatica e, in seguito, quella in Sacre scritture presso il Pontificio Istituto Biblico.
Il 5 gennaio 1968 è ordinato presbitero, nella cattedrale di Santa Severina, dall'arcivescovo Michele Federici.
Durante gli studi presta servizio nella parrocchia della Natività a Roma, dal 1968 al 1970. È animatore nel Seminario minore e segretario della curia arcivescovile, dal 1968 al 1974, e segretario dell'arcivescovo Giuseppe Agostino, dal 1974 al 1976. Successivamente è coadiutore nella parrocchia della Santissima Immacolata e San Michele Arcangelo di Botricello, dal 1976 al 1984 e, dal 1984 al 1999, parroco della medesima comunità, dove fonda il gruppo scout Botricello 1 dell'Associazione Guide e Scouts Cattolici Italiani (AGESCI).
Dal 1978 al 1999 è docente di Sacre scritture presso il Pontificio seminario regionale "San Pio X" di Catanzaro, nonché direttore dell'Istituto teologico calabro "San Pio X", aggregato alla Pontificia Facoltà Teologica dell'Italia Meridionale di Napoli. Insegna religione nell'Istituto agrario statale di Catanzaro e pubblica diversi saggi di esegesi biblica.

### Ministero episcopale
Il 21 agosto 1999 papa Giovanni Paolo II lo nomina vescovo di Cassano all'Jonio; succede ad Andrea Mugione, precedentemente nominato arcivescovo di Crotone-Santa Severina. Il 10 ottobre seguente riceve l'ordinazione episcopale, nella cattedrale di Crotone, dal cardinale Lucas Moreira Neves, prefetto della Congregazione per i vescovi, co-consacranti Andrea Mugione, suo predecessore, e Giuseppe Agostino, arcivescovo di Cosenza-Bisignano. Il 30 ottobre prende possesso della diocesi.
Il 21 novembre 2006 papa Benedetto XVI lo nomina arcivescovo di Crotone-Santa Severina; succede ad Andrea Mugione, precedentemente nominato arcivescovo metropolita di Benevento. Il 14 gennaio 2007 prende possesso dell'arcidiocesi.
È stato membro della Commissione episcopale per le migrazioni della Conferenza Episcopale Italiana e presidente nazionale del comitato scientifico di Arcipelago Scec. È stato, inoltre, delegato per le migrazioni e delegato per l'educazione, la scuola e l'università presso la Conferenza episcopale calabrese.
Il 7 novembre 2019 papa Francesco accoglie la sua rinuncia, presentata per raggiunti limiti di età, al governo pastorale dell'arcidiocesi di Crotone-Santa Severina; gli succede Angelo Raffaele Panzetta, del clero di Taranto. Rimane amministratore apostolico dell'arcidiocesi fino all'ingresso del successore, avvenuto il 5 gennaio 2020.
Da arcivescovo emerito fa ritorno nella sua cittadina nativa, Calopezzati.

## Genealogia episcopale
La genealogia episcopale è:
- Cardinale Scipione Rebiba
- Cardinale Giulio Antonio Santori
- Cardinale Girolamo Bernerio, O.P.
- Arcivescovo Galeazzo Sanvitale
- Cardinale Ludovico Ludovisi
- Cardinale Luigi Caetani
- Cardinale Ulderico Carpegna
- Cardinale Paluzzo Paluzzi Altieri degli Albertoni
- Papa Benedetto XIII
- Papa Benedetto XIV
- Papa Clemente XIII
- Cardinale Bernardino Giraud
- Cardinale Alessandro Mattei
- Cardinale Pietro Francesco Galleffi
- Cardinale Giacomo Filippo Fransoni
- Cardinale Carlo Sacconi
- Cardinale Edward Henry Howard
- Cardinale Mariano Rampolla del Tindaro
- Cardinale Rafael Merry del Val
- Arcivescovo Duarte Leopoldo e Silva
- Arcivescovo Paulo de Tarso Campos
- Cardinale Agnelo Rossi
- Cardinale Lucas Moreira Neves, O.P.
- Arcivescovo Domenico Graziani

## Opere
- Domenico Graziani, Quale etica sociale per il Sud d'Italia?, a cura di Ignazio Schinella, Soveria Mannelli, Rubbettino, 1995, ISBN 8872844010.